# خوزه ماریا پینیلا فابرگا
خوزه ماریا پینیلا فابرگا (انگلیسی: José María Pinilla Fábrega; زاده ۲۸ نوامبر ۱۹۱۹ – درگذشته ۱۰ اوت ۱۹۷۹) سیاست‌مدار اهل پاناما بود. وی از ۱۱ اکتبر ۱۹۶۸ تا ۱۸ دسامبر ۱۹۶۹ رئیس‌جمهور پاناما بود.
خوزه ماریا پینیلا فابرگا در ۱۰ اوت ۱۹۷۹، در سن ۵۹ سالگی درگذشت.